# Cyclosorus balansae
Cyclosorus balansae är en kärrbräkenväxtart som beskrevs av Ren-Chang Ching. Cyclosorus balansae ingår i släktet Cyclosorus och familjen Thelypteridaceae. Inga underarter finns listade.